# Galina Savenko
Galina Konstantínova Savenko (en ruso: Галина Константиновна Савенко; Barnaúl, URSS, 28 de marzo de 1966-Krasnodar, 31 de marzo de 2012) fue una deportista soviética que compitió en piragüismo en la modalidad de aguas tranquilas.
Ganó dos medallas de bronce en el Campeonato Mundial de Piragüismo de 1989, en las pruebas de K2 500 m y K4 500 m. Participó en dos Juegos Olímpicos de Verano, ocupando el séptimo lugar en Seúl 1988 y el noveno en Barcelona 1992, en la prueba de K4 500 m.

## Palmarés internacional
| Campeonato Mundial | Campeonato Mundial | Campeonato Mundial | Campeonato Mundial |
| Año                | Lugar              | Medalla            | Competición        |
| ------------------ | ------------------ | ------------------ | ------------------ |
| 1989               | Plovdiv (Bulgaria) | Medalla de bronce  | K2 500 m           |
| 1989               | Plovdiv (Bulgaria) | Medalla de bronce  | K4 500 m           |